# الجمعية الوطنية الانتقالية لجمهورية الكونغو الديمقراطية
كانت الجمعية الوطنية الانتقالية لجمهورية الكونغو الديمقراطية هيئة معينة تتألف من ممثلين عن مختلف الأطراف في اتفاق السلام الذي أنهى حرب الكونغو الثانية.

## التكوين
|                                                            | المقاعد |
| ---------------------------------------------------------- | ------- |
| التجمع الكونغولي من أجل الديمقراطية                        | 94      |
| حركة تحرير الكونغو                                         | 94      |
| الحكومة                                                    | 94      |
| المعارضة السياسية                                          | 94      |
| المجتمع المدني                                             | 94      |
| لتجمع الكونغولي من أجل الديمقراطية / حركة كيسنغاني للتحرير | 15      |
| التجمع الكونغولي من أجل الديمقراطية - الوطني               | 5       |
| ماي ماي                                                    | 10      |
| المجموع                                                    | 500     |